# Вальтер Кон
Вальтер Кон (нар. 9 березня 1923, Відень, Австрія — 19 квітня 2016) — американський фізик-теоретик. Був удостоєний Нобелівської премії з хімії в 1998 році за розвиток теорії функціонала електронної густини.